# Kuzniecowo (Kraj Zabajkalski)
Kuzniecowo (ros. Кузнецово) – wieś w Rosji, w Kraju Zabajkalskim, w rejonie aleksandrowo-zawodzkim. W 2010 liczyła 233 mieszkańców.